# Badia d'Ana Chaves
La badia d'Ana Chaves (en portuguès: Baía de Ana de Chaves) és un cos d'aigua i un port de la ciutat capital de São Tomé al país africà de São Tomé i Príncipe. En 2011, el govern de São Tomé i Príncipe va atorgar una concessió a llarg termini perquè l'empresa petroliera angolesa Sonangol (estatal) controlés i desenvolupés el port en el qual Sonangol ha informat que s'han invertit 30 milions de dòlars nord-americans per al desenvolupament d'una zona de lliure comerç.